# Галеев, Альберт Абубакирович
Альбе́рт Абубаки́рович Гале́ев (19 октября 1940, Уфа — 12 сентября 2022) — советский и российский физик. Академик Российской академии наук (с 1992 года). Почётный директор Института космических исследований РАН.
Главными направлениями научной деятельности являлась физика плазмы и космическая физика. Имеет более 5000 цитирований на работы, опубликованные после 1975 года. Индекс Хирша — 36.

## Биография
Родился 19 октября 1940 года в городе Уфа Башкирской АССР. В 1957 году поступил на радиотехнический факультет в Московский энергетический институт. Будучи студентом МЭИ, увлекался борьбой самбо, был чемпионом Москвы. Однако в 1961 году перевёлся в Новосибирский государственный университет. Параллельно с обучением в университете работал в Институте ядерной физики СО АН СССР. Окончил учёбу в 1963 году (первый выпуск НГУ).
C 1971 года преподавал в МФТИ на кафедре космической физики.
В 1973 году возглавил отдел физики космической плазмы Института космических исследований АН СССР.
С 1988 — директор ИКИ РАН.
Почётный директор Института космических исследований РАН.
Избран членом-корреспондентом АН СССР в 1987 году, академиком РАН — в 1992 году. Был председателем Научного совета по физике солнечной системы.
Иностранный член Общества Макса Планка, Европейской академии и Международной академии астронавтики, член Академии космонавтики им. К. Э. Циолковского.
Скончался 12 сентября 2022 года. Похоронен на Троекуровском кладбище.

## Научные достижения
А. А. Галеев разработал теорию слабого взаимодействия волн в плазме. Эта теория является одной из основ теории слабой плазменной турбулентности. Совместно с Р. З. Сагдеевым им разработана неоклассическая теория переноса в токамаках.
Занимался изучением космической плазмы. Разработал теорию взрывного пересоединения магнитных силовых линий в магнитосферном хвосте. Показал, что при этом происходит ускорение ионов до энергий порядка 1 МэВ. Развил теорию феномена Альфвена, заключающегося в ионизации разреженного газа потоком замагниченной плазмы. Сделанное А. А. Галеевым гибридное описание нагружения солнечного ветра кометными ионами показало, что важную роль в этом процессе играет перезарядка ионов в коме кометы. Предложил теорию, объясняющую ускорение солнечного ветра из корональных дыр при помощи альфвеновских волн.
Независимо от Линден-Белла в 1979 году пришёл к выводу, что магнитные вспышки могут реализоваться в аккреционных дисках. Совместно с Р. Рознером и Дж. Вайаном показал, что корона аккреционного диска вокруг чёрных дыр состоит из магнитоплазменных петель. Нагрев эти петель аналогично солнечным корональным петлям до высоких температур осуществляется через механизм пересоединения силовых линий магнитного поля. Из этого, в частности был сделан вывод, что при низкой светимости диска должно доминировать рентгеновское излучение, а вклад в диапазон жёсткого рентгена даётся только дробовым шумом. При высокой же светимости диска плазменные петли охлаждаются из-за комптоновского излучения, поток мягкого рентгена компонизируется в петлях и формирует транзиентный компонент жёсткого рентгена, имеющего форму вспышки.

## Награды
- Ленинская премия (1984)
- Премия Ленинского комсомола
- Премия Президента Российской Федерации в области образования (2003) (совм. с  А. С. Коротеевым, В. Н. Бранцем,Н. Н. Кудрявцевым,С. М. Козелом, Б. К. Ткаченко, Л. М. Зелёным, Н. Н. Севастьяновым и др.) за работу  «Новое направление в системе подготовки специалистов высшей квалификации в области космической науки и техники на основе интеграции фундаментального и прикладного образования с использованием современных информационных технологий» [4].
- Премия фон Кармана Международной академии астронавтики
- Премия Александра фон Гумбольдта
- Медаль имени Ханнеса Альфвена (2008)[5] Европейского союза наук о Земле
- Орден Трудового Красного Знамени (1986)
- Орден Почёта (2002)[6]